# Flughafen Alliance (Nebraska)

i8
i11
i13
Der Alliance Municipal Airport (auch: William B. Heilig Field; IATA-Code: AIA, ICAO-Code: KAIA) ist ein öffentlicher Flughafen, 5 km südöstlich von Alliance, Box Butte County, Nebraska in den Vereinigten Staaten.

## Flughafendaten
Er hat drei Asphaltpisten: eine mit 2805 m Länge und 46 m Breite, eine mit 1924 m Länge und 23 m Breite und eine 1887 m Länge und 23 m Breite. Die Fläche des Flughafens beträgt 1416 ha. Die Seehöhe beträgt 1198 m.

## Geschichte
Der Alliance Municipal Airport wurde während des Zweiten Weltkriegs von der United States Army Air Forces als Alliance Airfield Base auf einem Areal von 4205 Acres (17,02 km²) gebaut. Es war einer von elf Trainingsflugplätzen der United States Army Air Forces in Nebraska während des Zweiten Weltkriegs. Am 14. April 1942 genehmigte der Kriegsminister die Errichtung des Feldes. Es wurde zwischen Sommer 1942 und August 1943 errichtet. Am 22. August 1943 wurde das Alliance Army Airfield eingeweiht. Die Aufgabe des Flugplatzes bestand darin, eine Ausbildungsstätte für Fallschirmjäger und Flugbesatzungen der Armee bereitzustellen. Im Juli 1953 wurden die Grundstücke und Gebäude an die Stadt Alliance übertragen und der Flughafen Alliance Municipal Airport benannt.
Ab 1947 war Alliance Zwischenstopp der Western Airlines auf der Route Minneapolis-St. Paul, North Dakota – Denver, die mit Douglas DC-3 geflogen wurde.
Im Jahr 1959 löste Frontier Airlines Western mit der Strecke Minot – Denver ab. Im Jahre flog Frontier 1979 nach Chadron und Sidney, Nebraska mit de Havilland DHC-6 Twin Otter.
Pioneer Airways flog 1979 die Strecken nach Chadron und Sidney mit Beechcraft Model 99, ab 1985 als Continental Express. GP Express Airlines flog die Strecken ab 1989 mit Cessna 402, ab 1991 mit Beechcraft Model 99 und 1995 als Continental Express mit Beechcraft 1900 nach Scottsbluff und Chadron.
Ab dem Jahr 2015 flog Boutique Air im Rahmen des Essential Air Service nach Chadron und Denver.
Nachfolger wurde 2019 Denver Air Connection, die zwölfmal mal die Woche die Verbindung nach Denver betreibt.

## Flugbetrieb
Im Jahre 2022 wurden 4.156 Passagiere befördert. Im selben Jahr fanden 13.697 Flugbewegungen statt, davon 8.170 lokale Bewegungen, 3.501 Zwischenlandungen, 102 Air-Taxi-Flüge, 1.235 Frachtflüge und 10 militärische Flüge. 50 einmotorige und 3 zweimotorige Flugzeuge waren 2022 hier stationiert.
Die wichtigste Fluggesellschaft ist Denver Air Connection.